# Dido abandonada (Porpora)
Dido abandonada (título original en italiano, Didone abbandonata) es una ópera en tres actos del compositor italiano Nicola Porpora (Nápoles, 1686 – Nápoles, 1768) con libreto de Pietro Metastasio, cuyo estreno tuvo lugar en el Teatro del Pubblico de Reggio Emilia, el 10 de mayo de 1725, con ocasión de la feria de la ciudad de ese año. 

## Antecedentes
El libreto de Didone abandonata fue escrito por Metastasio para que fuera utilizado por el compositor italiano Domenico Natale Sarro para componer una ópera homónima en tres actos, cuyo estreno tuvo lugar en el Teatro San Bartolomé de Nápoles, el 1 de febrero de 1724. Posteriormente a Sarro fueron más de 70 los compositores que crearon óperas sobre el mismo libreto, entre ellos Händel, Hasse, Paisiello o Päer, siendo el último Carl Gottlieb Reissiger cuya Dido se estrenó en Dresde justo 100 años después, en 1824.

## Libreto
Las fuentes a las que acudió Metastasio para escribir el libreto fueron La Eneida  y  Los Fastos  de los poetas romanos Virgilio y Ovidio respectivamente.

El libreto es el segundo de la producción de Metastasio, estando comprendido entre Siface, re di Numidia  (1723) y  Siroe, re di Persia (1726). Se considera el primer libreto que sigue el modelo apropiado para la ópera seria, el estilo predominante en la ópera italiana durante gran parte del siglo XVIII.

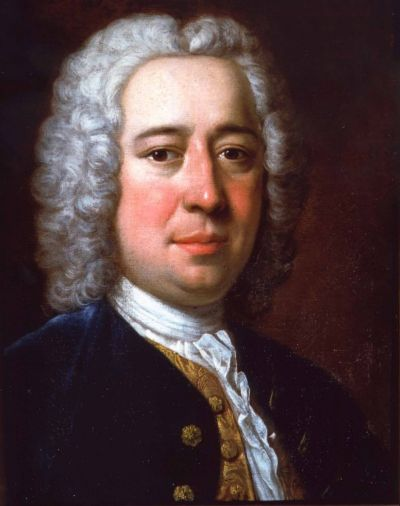
Nicola Porpora
Museo de Música de Bolonia

## Personajes
| Personaje                                          | Tesitura | Reparto el 10 de mayo de 1725 Director: Nicola Porpora | Reparto de 1745 en Parma |
| -------------------------------------------------- | -------- | ------------------------------------------------------ | ------------------------ |
| Dido, reina de Cartago.                            | soprano  | Marianna Benti Bulgarelli (La Romanina)                | Marianna Marini          |
| Eneas, héroe troyano.                              | ¿?       | Nicolo Grimaldi                                        | Filippo Elisi            |
| Jarbas, rey moro bajo el nombre de Arbace.         | ¿?       | Giovanni Battista Pinacci                              | Giuseppe Paganelli       |
| Selene, hermana de Dido.                           | ¿?       | Margarita Zani                                         | Cecilia Belvederi        |
| Osmida, confidente de Dido.                        | ¿?       | Elisabetta Ottini                                      | Brigida Uttini           |
| Araspe, confidente de Jarbas.                      | ¿?       | Domenico Gizzi                                         | Francesco Triulzi        |
| Acate, compañero de Eneas (en la versión de 1745). | -        | -                                                      | Giuseppe Rossi           |

## Argumento

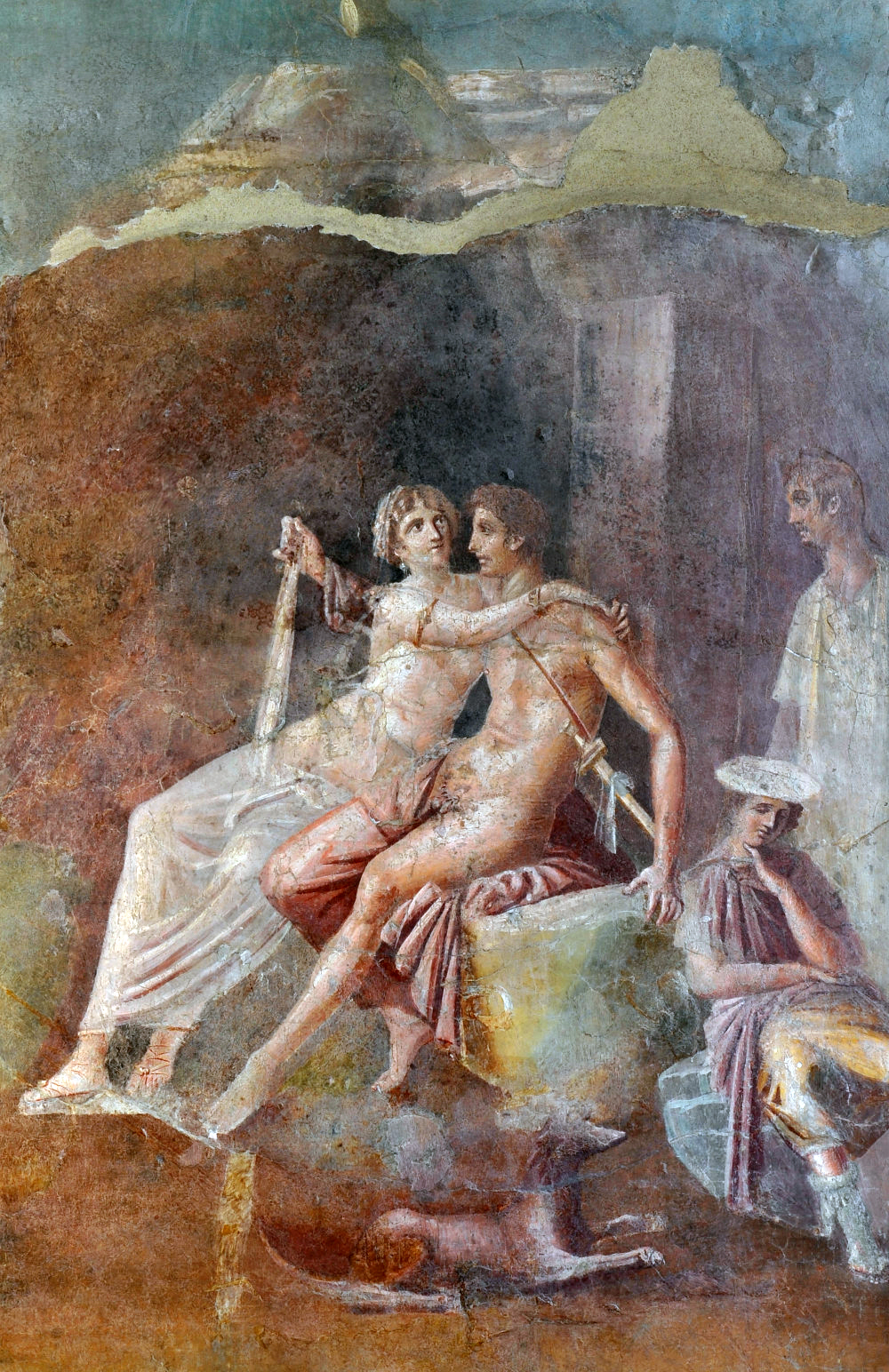
Dido y Eneas (Venus y Marte) Pompeya, fresco de la casa del citarista (10 a. C.)

La acción se desarrolla en Cartago. 

Dido, viuda de Siqueo, tras serle asesinado el marido por su hermano Pigmalión, rey de Tiro, huyó con inmensas riquezas a África donde, comprando suficiente territorio, fundó Cartago. 

Fue allí solicitada como esposa por muchos, particularmente por Jarbas, rey de los moros, rehusando siempre, pues decía querer guardar fidelidad a las cenizas del extinto cónyuge. 

Mientras tanto, el troyano Eneas, habiendo sido destruida su patria por los griegos, cuando se dirigía a Italia fue arrastrado por una tempestad hasta las orillas de África, siendo allí recogido y cuidado por Dido, la cual se enamoró de él ardientemente; pero mientras éste se complacía y se demoraba en Cartago por el cariño de la misma, los dioses le ordenaron que abandonara aquel cielo y que continuara su camino hacia Italia donde le prometieron que habría de resurgir una nueva Troya. Él partió, y Dido, desesperadamente, después de haber intentado en vano retenerlo, se suicidó. 
Todo esto lo cuenta Virgilio, uniendo el tiempo de la fundación de Cartago a los errores de Eneas, en un bello anacronismo. 

Ovidio, en el tercer libro de sus Fastos, recoge que Jarbas se apoderó de Cartago tras la muerte de Dido, y que Ana, hermana de la misma, a la que llamaremos Selene, estaba ocultamente enamorada de Eneas. 

Por comodidad de la representación se finge que Jarbas, atraído por ver a Dido, se introduce en Cartago como embajador de sí mismo, bajo el nombre de Arbace. 

## Cuadros escénicos[2]
Acto primero
1.1 Escena 1 -  Gran atrio 
Gran atrio con el trono para las audiencias públicas. Vista a lo lejos de la ciudad de Cartago, que está construyéndose.
1.2 Escena 9 - Patio 
Patio
1.3 Escena 15 - Templo de Neptuno
Templo de Neptuno con escultura del mismo
Acto segundo
2.1 Escena 1 - Galería en los apartamentos reales
Galería en los apartamentos reales con una mesita.
2.2 Escena 10 - Soportales reales
Soportales reales.
2.3 Escena 14 - Lavabo 
Lavabo con sillas.
Acto tercero
3.1 Escena 1 - Puerto marítimo
Puerto marítimo con navíos para el embarco de Eneas
3.2 Escena 3 - Bosquecillo hermoso
Bosquecillo hermoso entre la ciudad y el puerto.
3.3 scena 10 - Enorme palacio real 
Enorme palacio real con vistas a la ciudad de Cartago incendiada.

## Influencia
Metastasio tuvo gran influencia sobre los compositores de ópera desde principios del siglo XVIII a comienzos del siglo XIX. Los teatros de más renombre representaron en este período obras del ilustre italiano, y los compositores musicalizaron los libretos que el público esperaba ansioso. Didone abbandonata fue utilizada por más de 70 compositores para componer otras tantas óperas de las que casi ninguna de ellas ha sobrevivido al paso del tiempo.

En el plano musical, en la versión de Nicola Porpora destaca la calidad y cantidad del recitativo acompañado en el final de los actos.

## Producciones[7]
| Año        | Lugar y edificio                   | Título                                                                                   | Género              | Representación   |
| ---------- | ---------------------------------- | ---------------------------------------------------------------------------------------- | ------------------- | ---------------- |
| 1725       | Reggio Emilia, Teatro del Pubblico | Didone abbandonata                                                                       | tragedia per musica | Estreno absoluto |
| 1731       | Hamburgo, Teatro de Gänsemarkt     | Der *Streit der Kindlichen Pflicht und der Liebe, oder Die Flucht des Æneas nach Latien  | -                   | -                |
| 05/11/1731 | Hamburgo, Teatro de Gänsemarkt     | Der *Streit der Kindlichen Pflicht und der Liebe, oder Die Flucht des AEneas nach Latien | opera               | -                |
| 1734       | Braunschweig, Teatro               | Didone abbandonata                                                                       | tragedia per musica | -                |
| 1745       | Parma, Teatro Regio Ducal          | La *Didone abbandonata                                                                   | dramma per musica   | -                |

## Otros responsables en las distintas producciones desde el estreno
| Producción (año y lugar) | Música                  | Coreografía         | Escenografía                                                     | Vestuario         | Traducción   |
| ------------------------ | ----------------------- | ------------------- | ---------------------------------------------------------------- | ----------------- | ------------ |
| 1725, Reggio Emilia      | Nicola Porpora          | Francesco Aquilanti | Francesco Galli Bibiena                                          | Giovanni Canziano | -            |
| 1731, Haburgo            | Recitativos de Telemann | -                   | -                                                                | -                 | Georg Hamann |
| 1745, Parma              | Nicola Porpora          | Antonio Bianchi     | Pietro Righini y sus alumnos Antonio Malagodi y Francesco Grassi | Francesco Mainini | -            |

## Versión de 1745
En la representación del Carnaval de 1745 del Teatro Regio de Parma fue modificada la partitura, pues como dice una advertencia del libreto "las arietas ahora han sido alteradas y completamente cambiadas". Debió ser el mismo Porpora el encargado de recomponer las arias dado que es el compositor que consta en el impreso. 
Una de las razones de esto es la adición de un personaje más, el de Acate, según dice el libreto, “para acomodarse a la habilidad de los actores y a la vez conservar el número de personajes con el que han representado el Ciro Riconosciuto”. Es posible que esto último se refiera a la representación de la ópera Ciro riconosciuto de Niccolò Jommelli que se realizó en Ferrara en el año 1744, en la que participaron también Marianna Marini y Filippo Elisi, los protagonistas en esta versión de Dido abandonada. Sin embargo, dado que esto se produjo un año antes y no todos los actores de ambas representaciones coinciden, se hace difícil saber a que producción se refiere realmente en el libreto.